# ایوان تیولنف
ایوان ولادیمیرویچ تیولنف (به روسی: Ива́н Влади́мирович Тюле́нев) (۲۸ ژانویه ۱۸۹۲ - ۱۵ اوت ۱۹۷۸) نظامی اهل روسیه در ارتش سرخ شوروی بود که در ماه‌های نخست تهاجم آلمان به شوروی در جریان جنگ جهانی دوم فرماندهی جبهه جنوبی ارتش سرخ را بر عهده داشت.
وی نشان‌هایی چون نشان لنین، نشان پرچم سرخ، قهرمان اتحاد شوروی، مدال دفاع از اودسا، نشان انقلاب اکتبر و مدال دفاع از قفقاز را دریافت کرده بود.